# 7360 Moberg
7360 Moberg è un asteroide della fascia principale. Scoperto nel 1996, presenta un'orbita caratterizzata da un semiasse maggiore pari a 2,2507267 UA e da un'eccentricità di 0,0977092, inclinata di 5,37716° rispetto all'eclittica.